# Dempster-Šaferova teorija
Teorija funkcija verovanja, koja se naziva i teorija dokaza ili Dempster-Šaferova teorija (DST), je opšti okvir za razmišljanje sa neizvesnošću, sa razumljivim vezama sa drugim okvirima kao što su teorije verovatnoće i mogućnosti i neprecizne teorije verovatnoće. Teoriju koju je prvi uveo Artur P. Dempster u kontekstu statističkog zaključivanja, Glen Šafer je kasnije razvio teoriju u opšti okvir za modelovanje epistemičke nesigurnosti — matematičku teoriju dokaza. Teorija omogućava da se kombinuju dokazi iz različitih izvora i dođe do stepena verovanja (predstavljenog matematičkim objektom koji se zove funkcija verovanja) koji uzima u obzir sve dostupne dokaze.
U užem smislu, termin Dempster-Šeferova teorija odnosi se na originalnu koncepciju teorije od strane Dempstera i Šafera. Međutim, češće se koristi termin u širem smislu istog opšteg pristupa, prilagođenog specifičnim vrstama situacija. Konkretno, mnogi autori su predložili različita pravila za kombinovanje dokaza, često u cilju boljeg rešavanja sukoba u dokazima. Rani doprinosi su takođe bili polazne tačke mnogih važnih razvoja, uključujući prenosivi model verovanja i teoriju nagoveštaja.

## Pregled
Dempster–Šeferova teorija je generalizacija Bajesove teorije subjektivne verovatnoće. Funkcije verovanja zasnivaju stepene verovanja (ili poverenja) za jedno pitanje na subjektivnim verovatnoćama za povezano pitanje. Sami stepeni verovanja mogu ili ne moraju imati matematička svojstva verovatnoće; koliko se razlikuju zavisi od toga koliko su ova dva pitanja blisko povezana. Drugim rečima, to je način predstavljanja epistemičke verodostojnosti, ali može dati odgovore koji su u suprotnosti sa onima do kojih se došlo korišćenjem teorije verovatnoće.
Često korišćena kao metod sensor fusionfuzije senzora, Dempster–Šeferova teorija se zasniva na dve ideje: dobijanje stepena verovanja za jedno pitanje iz subjektivnih verovatnoća za povezano pitanje i Dempsterovo pravilo za kombinovanje takvih stepena verovanja kada su zasnovani na nezavisnim dokaznim predmetima. U suštini, stepen verovanja u propoziciju prvenstveno zavisi od broja odgovora (na srodna pitanja) koji sadrže predlog i subjektivne verovatnoće svakog odgovora. Takođe doprinose i pravila kombinovanja koja odražavaju opšte pretpostavke o podacima.
U ovom formalizmu, stepen verovanja (koji se takođe naziva masa) je predstavljen kao funkcija verovanja, a ne kao Bajesova raspodela verovatnoće. Vrednosti verovatnoće se dodeljuju skupovima mogućnosti, a ne pojedinačnim događajima: njihova privlačnost počiva na činjenici da prirodno kodiraju dokaze u korist propozicija.
Dempster–Šeferova teorija dodeljuje svoje mase svim podskupovima skupa stanja sistema — u smislu teorije skupova, partitivni skup stanja. Na primer, pretpostavimo situaciju u kojoj postoje dva moguća stanja sistema. Za ovaj sistem, bilo koja funkcija verovanja pripisuje masu prvom stanju, drugom, oba, i nijednom.

## Literatura
- Yang, J. B. and  Xu, D. L. Evidential Reasoning Rule for Evidence Combination, Artificial Intelligence, Vol.205, pp. 1–29, 2013.
- Yager, R. R., & Liu, L. (2008). Classic works of the Dempster–Shafer theory of belief functions. Studies in fuzziness and soft computing, v. 219. Berlin: Springer.  978-3-540-25381-5.
- Joseph C. Giarratano and Gary D. Riley (2005); Expert Systems: principles and programming, ed. Thomson Course Tech.,  0-534-38447-1
- Beynon, M., Curry, B. and Morgan, P. The Dempster–Shafer theory of evidence: an alternative approach to multicriteria decision modelling, Omega, Vol.28, pp. 37–50, 2000.

## Spoljašnje veze
- BFAS: Belief Functions and Applications Society